# مقاطعة باكا (كولورادو)
مقاطعة باكا (بالإنجليزية: Baca County)‏ هي إحدى مقاطعات ولاية كولورادو في الولايات المتحدة الأمريكية.